# Greenville (Alabama)
Greenville is een plaats (city) in de Amerikaanse staat Alabama, en valt bestuurlijk gezien onder Butler County.

## Demografie
Bij de volkstelling in 2000 werd het aantal inwoners vastgesteld op 7228.
In 2006 is het aantal inwoners door het United States Census Bureau geschat op 7087, een daling van 141 (-2,0%).

## Geografie
Volgens het United States Census Bureau beslaat de plaats een oppervlakte van
55,3 km², waarvan 54,8 km² land en 0,5 km² water.

## Plaatsen in de nabije omgeving
De onderstaande figuur toont de plaatsen in een straal van 40 km rond Greenville.

## Geboren
- Jerry Bruner (1947), golfer